# ゼロリノベ
ゼロリノベは、株式会社groove agentが運営する、不動産仲介・リノベーション設計・施工サービス。

## 概要
2011年11月11日に、株式会社groove agentが設立。2015年3月より、不動産仲介・リノベーション設計・施工サービスであるゼロリノベの事業を開始する。
2018年12月に、一般社団法人リノベーション協議会が主催する「リノベーション・オブ・ザ・イヤー2018 1000万円以上部門」にて、最優秀賞を受賞。

## 語源
ゼロリノベとは、株式会社groove agentが展開するリノベーションブランドで、住宅購入における経済的・空間的な「不自由さ」からの解放をコンセプトに掲げている。
ブランド名は、「住まいも人生も、いちどゼロに立ち返って考える」というゼロベース思考に由来する造語である。
その設計思想では、従来のように壁のみで間取りを固定するのではなく、家具やカーテンを活用しながら、必要に応じて壁や個室を柔軟に追加できる構成を取り入れており、ライフスタイルや価値観の変化に応じて“育てていける住まい”の実現を目指している。
この発想は、障子や襖で空間を区切り、家族構成や季節の変化に合わせて暮らしを調整してきた日本家屋の知恵にも通じる。ゼロリノベでは、そうした伝統的な工夫を現代の暮らしに適応させた形で再構築している。
また、無理なローンに頼らない余白を残した「安心予算」で、こだわりに優先順位をつけて満足度を高める手法も特徴的。住まいにかかるコストを最適化し、浮いた資金を趣味や余暇、自己投資に回すことで、住まいから“経済的な自由”を取り戻すことを目指している。

## 沿革
- 2011年11月 - 株式会社groove agent設立
- 2014年12月 - Yahoo!不動産[1]と提携・掲載情報の提供を開始
- 2015年
  - 1月 - 一般建設業取得 東京都知事 14273号
  - 3月
    - 宅地建物取引業取得 東京都知事 97567号
    - 「ゼロリノベ」というサービス名でワンストップ・リノベーション事業を開始
- 2016年
  - 7月 - リノベーション住宅推進協議会（現：リノベーション協議会）に正会員として参加
  - 8月 - 株式会社 大地を守る会（現：オイシックス・ラ・大地株式会社）と業務提携
  - 12月 - Renovation of the year 2016 「800万円未満」部門 審査員特別賞「逆転リノベーション賞」受賞
- 2017年
  - 1月 - 六本木の賃貸オフィスより駒込に移転し、築60年の木造建築を購入のうえリノベーション、本社とした
  - 10月 - 一級建築士事務所登録番号 / 東京都知事登録 第61989号
- 2018年
  - 7月 - 第二事務所開設
  - 12月 - Renovation of the year 2018 「1000万円以上」部門 最優秀賞受賞
- 2019年
  - 1月 - Houzz アワード Best of Houzz 2019 受賞
  - 7月 - 第三事務所開設
- 2020年
  - 1月 – TBSラジオ 「団地リノベーション」特集に出演
  - 5月 – 豊島区駒込より港区北青山に本社移転
  - 12月 – Renovation of the year 2020 審査員特別賞「ユーザビリティリノベーション賞」受賞
  - 12月 – Renovation of the year 2020 審査員特別賞「コンパクトプランニング賞」受賞
- 2021年
  - 12月 – リノベ向き中古物件売買ポータルサイト「sumnara」開始
- 2022年
  - 6月 –BS朝日「辰巳琢郎の家物語」に出演
  - 6月 – 駒込新築ビル完成
  - 7月 – TBS「がっちりマンデー」に出演
  - 8月 – 横浜支店の開設
- 2023年
  - 1月 – テレビ東京「WBS」に出演
  - 5月 – J:com「ジモト応援！つながるNews」に出演
  - 6月 – BS朝日「辰巳琢郎の家物語」に出演
  - 9月 – 北欧デンマーク家具の老舗ブランド『FDB MØBLER（FDB モブラー）』との共同サービスを開始
  - 12月 – プロサウナー集団[TTNE]と提携し、世界No.1サウナブラン『HARVIA』を取り扱うサウナリノベーション事業を開始
  - 12月 – Renovation of the year 2023 「1500万円未満」部門 最優秀賞受賞
  - 12月 – Renovation of the year 2023 審査員特別賞「ユニバーサル・デザイン賞」受賞
- 2024年
  - 6月 – フジテレビ「めざまし8」に出演
  - 7月 – 日本テレビ「ヒルナンデス！」に出演
  - 8月 – 日本テレビ「ヒルナンデス！」に出演
  - 12月 – テレビ東京「メルクリウスの扉」に出演

- 2025年
  - 1月 – 日本テレビ「ヒルナンデス！」に出演
  - 2月 – 日本テレビ「ヒルナンデス！」に出演
  - 3月 – TOKYO MX「おはリナ！」に出演
  - 7月 – 大阪支店の開設
  - 7月 – テレビ東京「ガイアの夜明け」に出演

## 所在地
- 本社：東京都港区北青山2丁目12-42
- 第一支店：東京都豊島区駒込1丁目2-7
- 第二支店：東京都豊島区駒込1丁目11-7
- 第三支店：神奈川県横浜市中区海岸通1丁目 海洋会館3階

## 免許
- 宅地建物取引業 /国土交通大臣(1)第10308号
- 一級建築士事務所登録番号 / 東京都知事登録 第61989号
- 一般建設業 / 東京都知事許可 (般-26) 第142735号

## 受賞歴
- Renovation of the year 2024 最優秀賞
- Renovation of the year 2023 最優秀賞
- Renovation of the year 2023 ユニバーサル・デザイン賞
- JID AWARD 2022 インテリアスペース部門賞
- Renovation of the year 2020 コンパクトプランニング賞
- Renovation of the year 2020 ユーザビリティリノベーション賞
- Houzz アワード Best of Houzz 2019
- SUVACO いい家・オブ・ザ・イヤー2019
- Renovation of the year 2018 最優秀賞
- Renovation of the year 2016 逆転リノベーション賞

## 調査データ
- 2020年9月12日 - 「withコロナでどう変わった？関東版住みたい街ランキング」を発表
- 2020年11月26日 - 「49.7%の人が後悔している！？住宅購入した年齢と、買っておけばよかったと思う年齢」を発表
- 2020年12月17日 - 「東京在住者の70％が帰省なし！コロナイヤーの帰省有無と、帰省しない東京在住者の年末年始の過ごし方」を発表
- 2021年1月14日 - 「東京で働く女性2000人に聞いた！「リアルに住みたい街の駅」」を発表
- 2021年2月25日 - 「既婚男女1,000人に聞いた！「コロナ禍におけるおうち時間の増加で、自宅での家事に費やす時間の増減と効率化を図るための家事テク」を発表
- 2021年3月31日 - 「男女1,000人に聞いた「コロナ禍での家電購入方法／後悔対策／欲しいサイト機能」」を発表
- 2021年4月15日 - 「2021年のゴールデンウィークは68％が外出自粛！外出派の「行き先」と自宅派の「過ごし方」」を発表
- 2021年5月27日 - 「夫婦揃ってのテレワークは35％が「間取りに不満あり」。既婚男女1,000人のテレワークの不満と要因・解決策」を発表
- 2021年5月27日 - 「中古マンション購入者の不満は「仲介業者に対する不信感」と「住人マナー」にあり。30〜40代既婚男女に聞いた中古マンション購入前後の不満と解消方法」を発表
- 2021年7月30日 - 「＜中古購入×プチリノベがトレンド？＞ 首都圏在住20～50代男女を対象に、購入したい住宅種別と リフォーム・リノベーションへの関心」を発表
- 2021年8月26日 - 「リノベ会社の選定基準はデザイン面よりも透明性や安心感。東京都在住30〜40代の既婚男女を対象に、リノベーション会社選びで重視するポイントを調査。」を発表
- 2021年9月16日 - 「【2021年下半期調べ】働き盛り男性の住宅選びで重視するポイントは「通勤」よりも「環境」という傾向に。1都3県に住む30代の男性を対象に、リノベーションへの関心/住宅購入で重視する点をアンケート調査。」を発表
- 2021年9月30日 - 「【東京在住】働き盛りシングル男性1500人に聞いた！「リアルに住みたい街の駅」ランキング！！」を発表
- 2021年10月28日 - 「住宅購入者の約80％が「予算は自分で算出」。東京都在住30〜40代既婚男女に聞いた、購入した住宅種別と予算の算出方法など、住宅予算の管理に関するアンケート調査」を発表
- 2022年1月31日 - 「【約8割が購入意思がない】東京都に住む30代〜40代女性の住宅購入に対する意思や希望の有無、購入行動を起こすポイントについてアンケート調査を実施。」を発表
- 2022年2月24日 - 「【共働き夫婦の家事負担は約6割が女性】コロナ禍3年目の家事負担の変化と、家事分担を円満解決する秘訣についてアンケート調査を実施。」を発表
- 2022年3月29日 - 「【失敗・トラブルを回避】中古マンション購入とリフォーム・リノベーション経験者に聞いた、購入時の不満部分／実際に改修した部分／不満の解消度合いに関するアンケート調査結果。」を発表
- 2022年4月28日 - 「【約8割が「必要」と回答】子ども部屋の必要有無／いつから必要か／広さ／それぞれの理由のアンケート調査結果。」を発表
- 2022年5月19日 - 「【梅雨対策「除湿家電」は2位。1位の対策とは？】住まいの湿気・カビ対策に関するアンケート調査を実施。」を発表
- 2022年5月26日 - 「【不安解消のために行動したのはわずか2％】40代の独身女性に聞いた、住宅購入の意思や希望／不安／解消のための行動に関するアンケート調査結果。」を発表
- 2022年6月23日 - 「【住宅断熱に関心”あり”は52%】東京都に住む30〜40代の既婚男女1000人に聞いた、住宅の断熱への関心やメリットについてのアンケート調査結果。」を発表
- 2022年6月30日 - 「【47％が戸建て育ち・戸建て購入を希望】東京都に住む30〜40代の既婚男女1000人に聞いた、育った環境と買いたい家の種別。その他、「太陽光発電パネル設置義務化」の賛否に関するアンケート調査結果。」を発表
- 2022年7月21日 - 「【家計へのダメージを感じているのは73％】長引くコロナ禍や物価の上昇による住宅ローン返済への影響ついてのアンケート調査結果。」を発表
- 2022年7月29日 - 「【物件よりエリア重視】30〜40代既婚男女1000人に聞いた、住む場所を決めるうえの重要ポイントランキング。」を発表
- 2022年8月18日 - 「【2022年下半期調べ】働き盛り男性の「住宅選び」で重視するポイントは「価格の安さ」がトップ。一都三県に住む30代の既婚男性に聞いた、住宅購入で重視するポイントランキングとリノベーションの関心度。」を発表
- 2022年8月25日 - 「【1位は世田谷区の好立地・利便性良好・閑静なエリア】働き盛りシングル男性の「リアルに住みたい街」ランキング（2022年下半期版）。」を発表
- 2022年9月25日 - 「【2022年調べ】住宅購入時の予算は62％が「自分で決めた」。東京都在住30〜40代既婚男女に聞いた、購入した住宅種別や予算の算出方法など、住宅予算の管理に関するアンケート調査を実施。」を発表
- 2022年10月28日 - 「【55％が収納量に合わせて持ち物をコントロール】東京都在住30〜40代既婚男女に、衣類の収納方法やお悩みに関するアンケート調査を実施。」を発表

## 地域
- 東京都
- 神奈川県
- 埼玉県
- 千葉県
- 愛知県
- 京都府
- 大阪府
- 兵庫県

（一部地域除く）